# Coca de Java

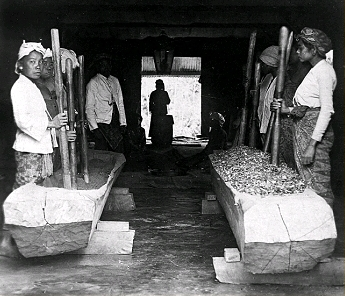
Trabajadores triturando hojas de coca en Java

La coca de Java es un cultivar de la coca colombiana (Erythroxylum novogranatense var. novogranatense) desarrollado en la isla de Java. La especie E. novogranatense fue introducida en Java en 1875 por el Jardín Botánico de Buitenzorg cuando la isla era parte de las Indias Orientales Neerlandesas. En un periodo de 40 años, la coca de Java pasó de ser una variedad vegetal experimental en 1880 a un cultivo comercial colonial y un producto muy valorado para la industria farmacéutica internacional en 1920, convirtiendo a Java en el principal exportador mundial de hojas de coca.

## Historia
En 1875, E. novogranatense y E. coca, dos de las especies cultivadas de coca en Sudamérica, fueron introducidas en Java por el Jardín Botánico de Buitenzorg cuando la isla era parte de las Indias Orientales Neerlandesas. Veinte años antes, en 1854, el botánico neerlandés Justus Carl Hasskarl había recomendado al gobierno colonial la introducción de la coca en Java.

### Contexto global
En 1884 el cirujano austriaco Carl Kolller descubrió que la cocaína era un excelente anestésico. Esto último, junto a los famosos escritos sobre la cocaína de Sigmund Freud, sentaron las bases para el crecimiento de la demanda de hojas de coca del Perú. Entre 1884 y 1905, las exportaciones peruanas de hojas de coca y cocaína cruda a los mercados médicos europeos y norteamericanos aumentaron exponencialmente, a casi diez toneladas hacia Europa y a mil toneladas hacia Estados Unidos.
El crecimiento de la demanda comercial e industrial de coca a finales del siglo XIX hizo de la coca un cultivo de plantación potencialmente valioso, y el restablecimiento del laboratorio químico agrícola en el Jardín Botánico de Buitenzorg en 1884 hizo posible la experimentación necesaria. En los informes anuales del Jardín Botánico la coca sólo fue mencionada esporádicamente entre 1875 y 1884; sin embargo, los informes de 1884 a 1890 se refieren a la experimentación con coca de manera mucho más extensa.

### Primera serie de experimentaciones, 1884-1890

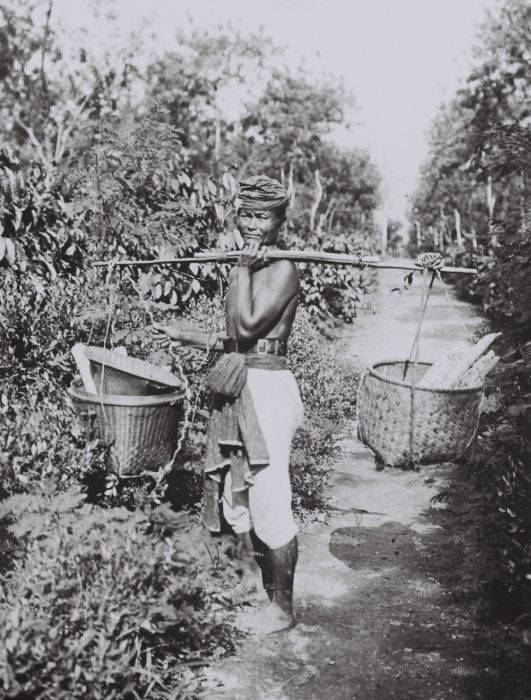
Trabajador javanés en medio de plantas de café y coca en la empresa de coca y café Margo Molio cerca de Soemberglatik, al este de la isla

De 1884 a 1890 se llevaron a cabo la primera serie de experimentaciones para adaptar la especie Erythroxylum novogranatense var. novogranatense a los entornos locales de Java. Los botánicos y químicos del Jardín Botánico tuvieron que cooperar activamente e intercambiar conocimientos con plantadores y funcionarios estatales sobre el cultivo de la planta.
Los funcionarios del Jardín Botánico distribuyeron semillas a los plantadores y, a cambio, estos proporcionaron las observaciones y los resultados del cultivo en el campo. Un resultado directo de este intercambio de conocimientos fue que en 1886 los científicos del Jardín Botánico crearon un manual para cultivadores de coca sobre cómo sembrar semillas de coca y cultivar las plantas. Luego se estableció la importancia de la altitud, el clima y el tipo de suelo para el cultivo exitoso de la coca. Además, científicos como Karel van Gorkom (un experto en el árbol de la quina) también brindaron asesoramiento económico, sugiriendo en 1885 que los plantadores cultivasen la coca como un producto de nicho que complementaba sus productos principales como el café, el azúcar y el té debido a la aún fuerte competencia existente la coca peruana y la inestabilidad de los mercados europeos.
Paralelamente a estos experimentos prácticos, tres importantes investigaciones de laboratorio químico realizadas por botánicos, químicos y farmacéuticos neerlandeses determinaron las características de la coca javanesa. 
La primera investigación fue realizada en el periodo 1885-1886 por un profesor jubilado de química de la Universidad de Tokio, Johann Frederik Eijkman. Como académico visitante, investigó la cantidad de alcaloides en las diversas especies de Erythroxylum que poseía el Jardín Botánico. Su hallazgo fue claro: la coca de Java tenía considerablemente más alcaloides que otras especies de Erythroxylum (como E. montanum, E. retusum y E. laurifolium) y por lo tanto era el mejor cultivo agrícola para la producción medicinal de cocaína.
La segunda investigación fue llevada a cabo por el botánico Maurits Greshoff en 1888. Al investigar hojas de coca de distintas edades, Greshoff concluyó que la mayor concentración de alcaloides se podía encontrar en las hojas más jóvenes. Además, Greshoff determinó que, además de la cocaína, en las hojas se encontraban otras «combinaciones de ecgonina, las llamadas bases amorfas de coca», que podían sumarse al contenido de cocaína para determinar la cantidad total de alcaloides.La investigación de Greshoff hizo que científicos y plantadores de Java se dieran cuenta de que su coca era diferente de la coca peruana.
A partir de ese descubrimiento, los científicos del Jardín Botánico dirigidos por el botánico William Burck iniciaron una tercera investigación que se publicó en 1890 en la revista académica Teysmannia en donde clasificaron a la coca de Java como Erythroxylum coca var. spruceanum (posteriormente clasificada como Erythroxylum novograntense var. novogranatense) y a la coca peruana como E. coca. Las difererencias entre ambas especies eran claras: E. coca var. spruceanum tenía hojas más pequeñas pero crecía más rápidamente en el clima javanés. En cambio, E. coca tenía hojas más grandes pero había que darle sombra, lo que ralentizaba su crecimiento.
La investigación de Burck y sus colegas publicada en 1890 fue el paso final que condujo al cultivo comercial e industrial de la coca javanesa. En 1891, Teysmannia publicó un artículo se utilizó por primera vez el nombre «coca de Java» para la planta cultivada en la isla.

### Desarrollo de tecnologías de conversión de ecgonina a cocaína, 1890-1903
Si bien el cultivo y características de la coca de Java eran mejor comprendidas, además de contar con un contenido de combinaciones de ecgnonina superior a la coca de Perú o la de Bolivia, aún no podía competir con estas ya que los métodos para convertir ecgonina en cocaína eran muy altos aún. En 1885, el químico Willy Merck (de la familia propietaria de E. Merck) había demostrado que la ecgonina podía convertirse en cocaína, aunque el método era demasiado costoso para la producción industrial.
En 1893, los químicos de la farmacéutica alemana Faberwerke Hoëchst en Fráncfort desarrollaron un proceso mejorado de conversión de ecgnonina en cocaína de alta calidad a partir de dos métodos anteriores desarrollados en 1888: el primer método químico patentado como «proceso de la ecgonina» fue desarrollado por Carl Liebermann y Fritz Giesel de Buchler & Co. (también conocida como Chininfabrik Braunschweig); el segundo método patentado fue desarrollado por la farmacéutica alemana C. F. Boehringer & Sohne en Mannheim y convertía la ecgonina en ecgonina metil éster, que luego se convertía en cocaína.

### Éxito comercial del cultivar, 1903-1914
En 1903, a partir de la mejora del diseño de procesos químicos para convertir el alcaloide ecgnonina en cocaína, se obtuvo una mayor cantidad porcentual de cocaína extraída de la coca de Java en comparación a la coca de Perú. Las hojas de la coca de Java eran enviadas a Ámsterdam para a partir de ahí distribuirse a otros lugares o procesarse para la elaboración de clorhidrato de cocaína. Adicionalmente a la mejora de los procesos químicos establecidos, la producción coca de Java logró otras ventajas que ayudaron a que la eficiencia de Java superara a la de los campesinos geográficamente limitados y desarticulados de la cultura cocalera en Perú:
- la mano de obra de campo javanesa barata y flexible,
- una geografía de plantación más fácil y cercana al transporte marítimo,
- cuatro cosechas anuales de hojas tiernas cuidadosamente seleccionadas,
- economías de escala,
- racionalización técnica, rotación y cultivos intercalados con proyectos coloniales de caucho y té

A partir de 1905, la empresa farmacéutica alemana E. Merck, la mayor productora y comercializadora de clorhidrato de cocaína en el mundo en ese entonces, dejó de utilizar las hojas de Erythroxylum coca importadas desde Perú para utilizar solo la coca de Java como insumo importada desde Indonesia por la Nederlandsche Cocaïnefabriek (NCF), organización establecida en 1900.
En 1904, la Java holandesa (la isla que ahora forma parte de Indonesia) exportaba sólo veintiséis toneladas de hoja de coca; esto se disparó a ochocientas toneladas en 1912 y un suministro industrial de mil setecientas toneladas en 1920, saturando el mercado mundial de coca. Para 1911 Ámsterdam se convirtió en el mercado de coca más activo del mundo. La coca de Java se exportaba a Alemania, Japón, Francia, Bélgica y los Estados Unidos.

### Fin de la producción de la coca de Java
La invasión japonesa de Java durante la Segunda Guerra Mundial trastornó mortalmente los vestigios lo que quedaba del corredor económico de la coca de Java, y la posterior liberación/ocupación estadounidense condujo a la destrucción, por mandato explícito, de las plantaciones de coca restantes en Java. En 1946, sólo quedaban unos pocos parches viejos de arbusto de coca indonesio.